# رنين مداري

الرنين المداري 4: 2: 1 لأقمار غاليليو الداخلية للمشتري

يحدث الرنين المداري وفق الميكانيكا السماوية عندما يمارس جرمان يدوران تأثيرا جاذبيا دوريا على بعضهما البعض. ويعود ذلك للفترات المدارية للجرمين ويكونان بنسب عددية صحيحة صغيرة. ويعزز الرنين المداري من التأثير المتبادل للجرمين (مثل قدرتهما على تقييد أو تغيير مدارات بعضهما البعض). وفي معظم الحالات يؤدي الرنين إلى علاقات غير مستقرة، حيث يتبادل الجرمان الزخم وانزياح المدار حتى يصبح الرنين غير موجود. ويقوم الرنين تحت بعض الظروف بعمليات تصحيح واستقرار طالما بقي الجرم في الرنين. مثال على الرنين :الرنين بين أقمار المشتري الثلاث غانيميد وأوروبا وأيو حيث تكون نسبة الرنين 1:2:4 . كما أن نسبة الرنين المداري بين بلوتو ونبتون تساوي 2:3. يؤدي عدم الاستقرار في الرنين المداري لأقمار زحل الداخلية إلى نشوء فجوات في حلقات زحل. أما الحالة الخاصة التي تكون نسبة الرنين المداري فيها تساوي 1:1 (بين جرمين بنصفي قطر مدار متساويين) تؤدي في حالة الأجرام الشمسية الكبيرة إلى قذف معظم الأجسام المتواجدة في مداريهما.

## رنين مداري أميكوس -أورانوس  3:4
يقع أميكوس (2002 GB10) على مسافة   0.009 وحدة فلكية في رنين مداري مع أورانوس 3:4 ويُقدر أن يكون له نصف عمر مداري طويل يبلغ حوالي 11.1 مليون سنة  .

التحرر الفاشل لأميكوس (resonance motion).

يقع كويكب القنطور 55576 أميكوس على بُعد 0.009 وحدة فلكية من رنين أورانوس 3:4 (طبقا لـ هورنر 2004). يُظهر هذا الرسم المتحرك حركة أميكوس في إطار دوار بفترة تساوي الفترة المدارية لأورانوس. تفشل الحركة في الحفاظ على اهتزاز طويل الأمد. نبتون (أبيض)، وأورانوس هو الخط (الأزرق) الثابت (الإطار الدوار عند الساعة الرابعة)، وزحل (أصفر)، والمشتري (أحمر). يتكون الرسم المتحرك من 100 إطار تغطي 25,000 سنة. يغطي كل إطار 3 × 84.07 سنة.

## اقرأ أيضًا
- شبيه القمر
- آلية كوزاي